# Tilemson
Tilemson (en árabe: تيلمزون‎, en lenguas bereberes: ⵜⵉⵍⵎⵣⵓⵏ, en francés: Tilemzoun) es un municipio marroquí en la región Guelmim-Río Noun. Desde 1916 hasta 1958 perteneció al territorio español de Cabo Juby.